# Alicia Alighatti
Alicia Alighatti (ur. 21 czerwca 1984 w Easton) – amerykańska aktorka pornograficzna. Jej pseudonim sceniczny wziął się od nazwiska włoskiego filozofa, poety i polityka średniowiecznego Dantego Alighieri.

## Życiorys

### Wczesne lata
Urodziła się w Easton w Pennsylwanii w rodzinie pochodzenia szkockiego. Dorastała w małym miasteczku Wind Gap w Pensylwanii. Po ukończeniu szkoły średniej, w latach 2001-2004 studiowała stosunki międzynarodowe i język francuski na chrześcijańskim uniwersytecie w Lynchburg College w Lynchburg w stanie Wirginia. W wieku 13 lat rozpoczęła pracę w małej lokalizacji w Bit By Bit Equestrian Center i do 2002 pracowała jako asystentka biurowa. 

### Kariera
W 2004 ostatecznie wyjechała do Los Angeles, gdzie zaczęła karierę w branży porno. W wieku dwudziestu lat zadebiutowała w scenach seksu w produkcjach: Evasive Angles Teens Too Pretty for Porn 1 i Maxx Black 1: Disturbing The Pussy, Cherry Boxxx I Dream Of Chaisey oraz Shane’s World College Invasion 6. 
Występowała także jako Vicki, Alicia Allghetti, Alicia Allighotti, Alicia Alghatti, Alicia Allighetti, Alicia Alighotti czy Alicia Alligatti.
Brała udział w filmach porno dla najlepszych studiów w branży, w tym Acid Rain, Anarchy, Lethal Hardcore, Hustler, Red Light District Video, Evil Angel, Digital Playground i Platinum X Pictures. 10 marca 2006 pracowała dla Kink.com, biorąc udział w scenie BDSM z Dragon Lily.

## Nagrody i nominacje
| Rok  | Nagroda                   | Kategoria                             | Film                                        | Inni wykonawcy                                                      | Rezultat  |
| ---- | ------------------------- | ------------------------------------- | ------------------------------------------- | ------------------------------------------------------------------- | --------- |
| 2006 | AVN Award                 | Najlepsza scena seksu oralnego – film | Dark Side (2005)                            | Hillary Scott i Randy Spears                                        | Wygrana   |
| 2006 | AVN Award                 | Najlepsza scena seksu grupowego       | Dark Side (2005)                            | Penny Flame, Dillan Lauren, Hillary Scott, Randy Spears i John West | Wygrana   |
| 2007 | Najlepsza scena triolizmu | Najlepszy scena seksu                 | Fresh Meat 21: Built Like a Brick... (2006) | Mark Ashley i Karina Kay                                            | Nominacja |